# Puya (genre)
Pour l’article homonyme, voir Puya .
Sous-famille
Genre
Puya est un genre de plantes à fleurs monocotylédones de la famille des Bromeliaceae. C'est un genre qu'on retrouve notamment en Amérique du Sud.

## Liste d'espèces
Selon World Checklist of Selected Plant Families (WCSP) (3 mai 2011) :
- Puya adscendens L.B.Sm. (1968)
- Puya aequatorialis André (1888)
- Puya alata L.B.Sm. (1961)
- Puya alba L.B.Sm. (1954)

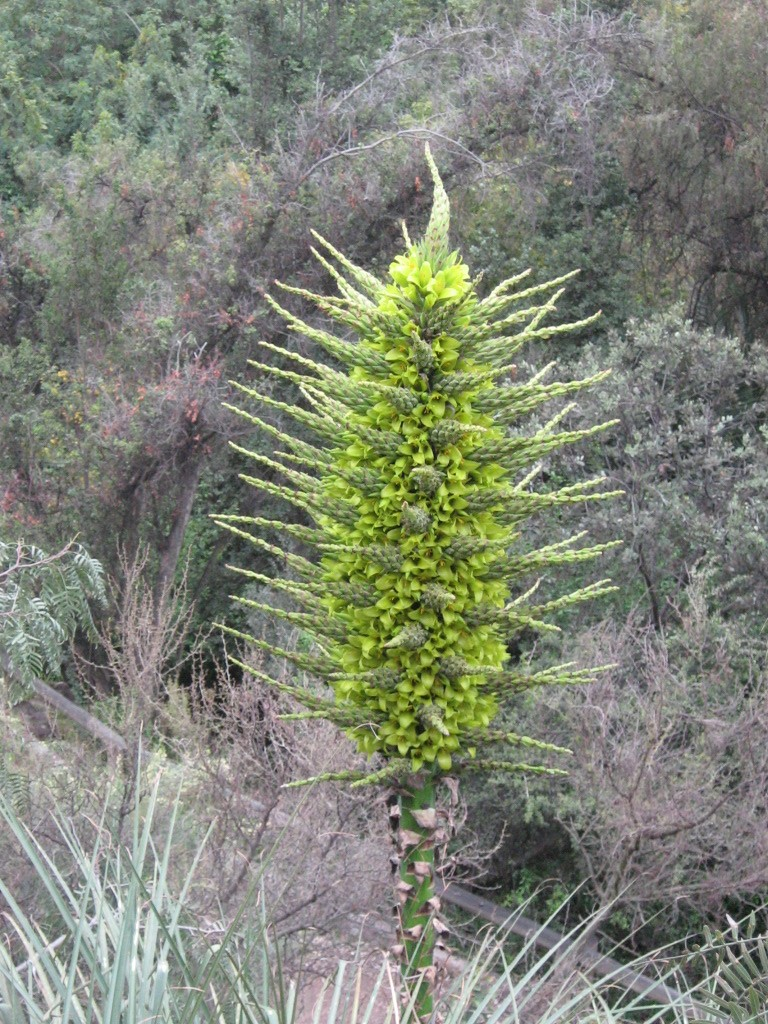
Puya chilensis, endémique du matorral chilien.

- Puya alpestris (Poepp.) Gay (1854)
- Puya alpicola L.B.Sm. (1961)
- Puya angelensis E.Gross & Rauh (1990)
- Puya angulonis L.B.Sm. (1958)
- Puya angusta L.B.Sm., Publ. Mus. Hist. Nat. "Javier Prado", Ser. B (1963)
- Puya antioquensis L.B.Sm. & Read (1989)
- Puya araneosa L.B.Sm. (1954)
- Puya argentea L.B.Sm. (1956)
- Puya aristeguietae L.B.Sm. (1959)
- Puya assurgens L.B.Sm. (1943)
- Puya atra L.B.Sm. (1954)
- Puya barkleyana L.B.Sm. (1955)
- Puya bermejana S.E.Gómez, Slanis & A.Grau (2007)
- Puya berteroniana Mez (1896)
- Puya bicolor Mez (1896)
- Puya boliviensis Baker (1889)
- Puya boopiensis R.Vásquez, Ibisch & R.Lara (2007)
- Puya boyacana Cuatrec. (1941)
- Puya brachystachya (Baker) Mez (1896)
- Puya brackeana Manzan. & W.Till, Jewels of the Jungle: Bromeliac. Ecuador II (2005)
- Puya bravoi Aráoz & A.Grau (2008)
- Puya brittoniana Baker (1889)
- Puya cajasensis Manzan. & W.Till, Jewels of the Jungle: Bromeliac. Ecuador II (2005)
- Puya cardenasii L.B.Sm. (1948)
- Puya cardonae L.B.Sm. (1960)
- Puya casmichensis L.B.Sm., Publ. Mus. Hist. Nat. "Javier Prado", Ser. B (1963)
- Puya castellanosii L.B.Sm. (1969)
- Puya cerrateana L.B.Sm. (1954)
- Puya chilensis Molina (1782)
- Puya claudiae Ibisch, R.Vásquez & E.Gross (1999)
- Puya clava-herculis Mez & Sodiro (1904)
- Puya cleefii L.B.Sm. & Read (1976)
- Puya cochabambensis R.Vásquez & Ibisch (2000)
- Puya coerulea Lindl. (1840)
- Puya commixta L.B.Sm. (1963)
- Puya compacta L.B.Sm. (1949)
- Puya coriacea L.B.Sm. (1966)
- Puya cristata L.B.Sm. (1948)
- Puya cryptantha Cuatrec. (1941)
- Puya ctenorhyncha L.B.Sm. (1954)
- Puya cuatrecasasii L.B.Sm. (1954)
- Puya cuevae Manzan. & W.Till, Jewels of the Jungle: Bromeliac. Ecuador II (2005)
- Puya cylindrica Mez (1919)
- Puya dasylirioides Standl. (1927)
- Puya densiflora Harms (1929)
- Puya depauperata L.B.Sm. (1932)
- Puya dichroa L.B.Sm. & Read (1976)
- Puya dodsonii Manzan. & W.Till, Jewels of the Jungle: Bromeliac. Ecuador II (2005)
- Puya dolichostrobila Harms (1928)
- Puya donneriana R.Vásquez, Altam. & Ibisch (2010)
- Puya dyckioides (Baker) Mez (1896)
- Puya elviragrossiae R.Vásquez & Ibisch (2005)
- Puya entre-riosensis Ibisch & E.Gross (1998)
- Puya erlenbachiana Ibisch & R.Vásquez (2004)
- Puya eryngioides André (1888)
- Puya exigua Mez (1896)
- Puya exuta L.B.Sm. & Read (1976)
- Puya fastuosa Mez (1906)
- Puya ferox Mez (1904)
- Puya ferreyrae L.B.Sm., Publ. Mus. Hist. Nat. "Javier Prado", Ser. B (1962)
- Puya ferruginea (Ruiz & Pav.) L.B.Sm. (1968)
- Puya fiebrigii Mez (1906)
- Puya floccosa (Linden) E.Morren ex Mez (1896)
- Puya fosteriana L.B.Sm. (1950)
- Puya fulgens L.B.Sm. (1963)
- Puya furfuracea (Willd.) L.B.Sm. (1954)
- Puya gargantae L.B.Sm. (1955)
- Puya gerd-muelleri W.Weber, Cat. Herb. Lipsiensis (1984)
- Puya gerdae W.Weber, Cat. Herb. Lipsiensis (1984)
- Puya gigas André (1881)
- Puya gilmartiniae G.S.Varad. & A.R.Flores (1990)
- Puya glabrescens L.B.Sm. (1954)
- Puya glandulosa L.B.Sm. (1966)
- Puya glareosa L.B.Sm. (1948)
- Puya glaucovirens Mez (1906)
- Puya glomerifera Mez & Sodiro (1904)
- Puya goudotiana Mez (1896)
- Puya gracilis L.B.Sm. (1932)
- Puya grafii Rauh (1985)
- Puya grandidens Mez (1906)
- Puya grantii L.B.Sm. (1955)
- Puya grubbii L.B.Sm. (1961)
- Puya gutteana W.Weber, Cat. Herb. Lipsiensis (1984)
- Puya hamata L.B.Sm. (1949)
- Puya harmsii (A.Cast.) A.Cast. (1933)
- Puya herrerae Harms (1929)
- Puya herzogii Wittm. (1916)
- Puya hirtzii Manzan. & W.Till, Jewels of the Jungle: Bromeliac. Ecuador II (2005)
- Puya hofstenii Mez (1906)
- Puya horrida L.B.Sm. & Read (1989)
- Puya hortensis L.B.Sm. (1961)
- Puya hromadnikii Rauh (1983)
- Puya huancavelicae L.B.Sm. (1959)
- Puya humilis Mez (1896)
- Puya hutchisonii L.B.Sm. (1966)
- Puya ibischii R.Vásquez (2004)
- Puya iltisiana L.B.Sm. (1966)
- Puya isabellina Mez (1919)
- Puya joergensenii H.Luther (2002)
- Puya killipii Cuatrec. (1944)
- Puya kuntzeana Mez (1896)
- Puya laccata Mez (1906)
- Puya lanata (Kunth) Schult. & Schult.f. (1830)
- Puya lanuginosa (Ruiz & Pav.) Schult. & Schult.f. (1830)
- Puya larae R.Vásquez & Ibisch (2007)
- Puya lasiopoda L.B.Sm. (1935)
- Puya laxa L.B.Sm. (1958)
- Puya lehmanniana L.B.Sm. (1954)
- Puya leptostachya L.B.Sm. (1948)
- Puya lilloi A.Cast. (1929)
- Puya lineata Mez (1896)
- Puya llatensis L.B.Sm. (1932)
- Puya lokischmidtiae R.Vásquez & Ibisch (2004)
- Puya longisepala Mez (1904)
- Puya longispina Manzan. & W.Till, Jewels of the Jungle: Bromeliac. Ecuador II (2005)
- Puya longistyla Mez (1906)
- Puya lopezii L.B.Sm. (1963)
- Puya lutheri W.Till (1992)
- Puya macbridei L.B.Sm. (1932)
- Puya macropoda L.B.Sm. (1966)
- Puya macrura Mez (1906)
- Puya maculata L.B.Sm. (1952)
- Puya mariae L.B.Sm. (1963)
- Puya medica L.B.Sm. (1953)
- Puya membranacea L.B.Sm. (1961)
- Puya meziana Wittm. (1916)
- Puya micrantha Mez (1906)
- Puya mima L.B.Sm. & Read (1979)
- Puya minima L.B.Sm. (1961)
- Puya mirabilis (Mez) L.B.Sm. (1968)
- Puya mitis Mez (1906)
- Puya mollis Baker ex Mez (1896)
- Puya mucronata Manzan. (2004)
- Puya nana Wittm. (1916)
- Puya navarroana Manzan. & W.Till, Jewels of the Jungle: Bromeliac. Ecuador II (2005)
- Puya nigrescens L.B.Sm., Publ. Mus. Hist. Nat. "Javier Prado", Ser. B (1963)
- Puya nitida Mez (1896)
- Puya nivalis Baker (1889)
- Puya novarae G.S.Varad. ex Gómez Rom. & A.Grau (2009)
- Puya nutans L.B.Sm. (1952)
- Puya obconica L.B.Sm. (1949)
- Puya occidentalis L.B.Sm. (1954)
- Puya ochroleuca Betancur & Callejas (1997)
- Puya olivacea Wittm. (1916)
- Puya oxyantha Mez (1904)
- Puya pachyphylla R.Vásquez & Ibisch (2007)
- Puya parviflora L.B.Sm. (1949)
- Puya pattersoniae Manzan. & W.Till, Jewels of the Jungle: Bromeliac. Ecuador II (2005)
- Puya paupera Mez (1906)
- Puya pearcei (Baker) Mez (1896)
- Puya penduliflora L.B.Sm. (1932)
- Puya pichinchae Mez & Sodiro (1904)
- Puya pitcairnioides L.B.Sm., Publ. Mus. Hist. Nat. "Javier Prado", Ser. B (1963)
- Puya pizarroana R.Vásquez, Ibisch & S.Beck (2003)
- Puya ponderosa L.B.Sm. (1966)
- Puya potosina L.B.Sm. (1961)
- Puya pratensis L.B.Sm. (1953)
- Puya prosanae Ibisch & E.Gross (1993)
- Puya pseudoeryngioides H.Luther (2002)
- Puya pumila Ravenna (2000)
- Puya pusilla H.E.Luther (1997 publ. 1998)
- Puya pygmaea L.B.Sm. (1952)
- Puya pyramidata (Ruiz & Pav.) Schult. & Schult.f. (1830)
- Puya raimondii Harms (1928)
- Puya ramonii L.B.Sm. (1990)
- Puya ramosissima ined..
- Puya rauhii L.B.Sm. (1956)
- Puya reducta L.B.Sm. (1964)
- Puya reflexiflora Mez (1919)
- Puya retrorsa Gilmartin (1985)
- Puya riparia L.B.Sm. (1961)
- Puya robin-fosteri G.S.Varad. & H.E.Luther (1995)
- Puya roezlii E.Morren (1885)
- Puya roldanii Betancur & Callejas (1997)
- Puya roseana L.B.Sm. (1961)
- Puya rusbyi (Baker) Mez (1896)
- Puya sagasteguii L.B.Sm. (1963)
- Puya sanctae-crucis (Baker) L.B.Sm. (1935)
- Puya sanctae-martae L.B.Sm. (1953)
- Puya santanderensis Cuatrec. (1941)
- Puya santosii Cuatrec. (1941)
- Puya secunda L.B.Sm. (1961)
- Puya sehuencasensis R.Vásquez, Ibisch & R.Lara (2007)
- Puya serranoensis Rauh (1983)
- Puya silvae-baccae L.B.Sm. & Read (1983)
- Puya simulans L.B.Sm. (1968)
- Puya smithii A.Cast. (1938)
- Puya sodiroana Mez (1904)
- Puya solomonii G.S.Varad. (1989)
- Puya spathacea (Griseb.) Mez (1896)
- Puya stenothyrsa (Baker) Mez (1896)
- Puya stipitata L.B.Sm. (1932)
- Puya strobilantha Mez (1906)
- Puya textoragicolae W.Weber (1986)
- Puya thomasiana André (1888)
- Puya tillii Manzan., Jewels of the Jungle: Bromeliac. Ecuador II (2005)
- Puya tovariana L.B.Sm. (1954)
- Puya trianae Baker (1889)
- Puya tristis L.B.Sm. (1964)
- Puya trollii L.B.Sm. (1968)
- Puya tuberosa Mez (1896)
- Puya tunarensis Mez (1896)
- Puya tyleriana Sagást., Zapata & M.O.Dillon (2004)
- Puya ugentiana L.B.Sm. (1966)
- Puya ultima L.B.Sm. (1954)
- Puya valida L.B.Sm. (1964)
- Puya vallo-grandensis Rauh (1983)
- Puya vargasiana L.B.Sm. (1962)
- Puya vasquezii Ibisch & E.Gross (1998)
- Puya venezuelana L.B.Sm. (1959)
- Puya venusta (Baker) Phil. (1895)
- Puya vervoorstii Gómez Rom. & A.Grau (2009)
- Puya vestita André (1888)
- Puya volcanensis A.Cast., Bol. Mus. Hist. Nat. (1926)
- Puya weberbaueri Mez (1904)
- Puya weberiana E.Morren ex Mez (1896)
- Puya weddelliana (Baker) Mez (1896)
- Puya werneriana Read & L.B.Sm. (1986)
- Puya westii L.B.Sm. (1961)
- Puya wrightii L.B.Sm. (1968)
- Puya wurdackii L.B.Sm. (1963)
- Puya yakespala A.Cast. (1945)

## Liste des espèces et variétés
Selon NCBI (3 mai 2011) :
- Puya aequatorialis
- Puya alpestris
- Puya angusta
- Puya berteroniana
- Puya bicolor
- Puya boliviensis
- Puya castellanosii
- Puya chilensis
- Puya coerulea
  - variété Puya coerulea var. violacea
- Puya compacta
- Puya dasylirioides
- Puya densiflora
- Puya dyckioides
- Puya ferreyrae
- Puya ferruginea
- Puya floccosa
- Puya gilmartiniae
- Puya goudotiana
- Puya hamata
- Puya harmsii
- Puya herrerae
- Puya herzogii
- Puya humilis
- Puya lanata
- Puya laxa
- Puya lineata
- Puya macrura
- Puya mima
- Puya mirabilis
- Puya nana
- Puya nitida
- Puya nutans
- Puya obconica
- Puya pygmaea
- Puya raimondii
- Puya santosii
- Puya spathacea
- Puya trianae
- Puya ultima
- Puya venusta
- Puya werdermannii
- Puya wrightii
- Puya yakespala

### Espèces éteintes

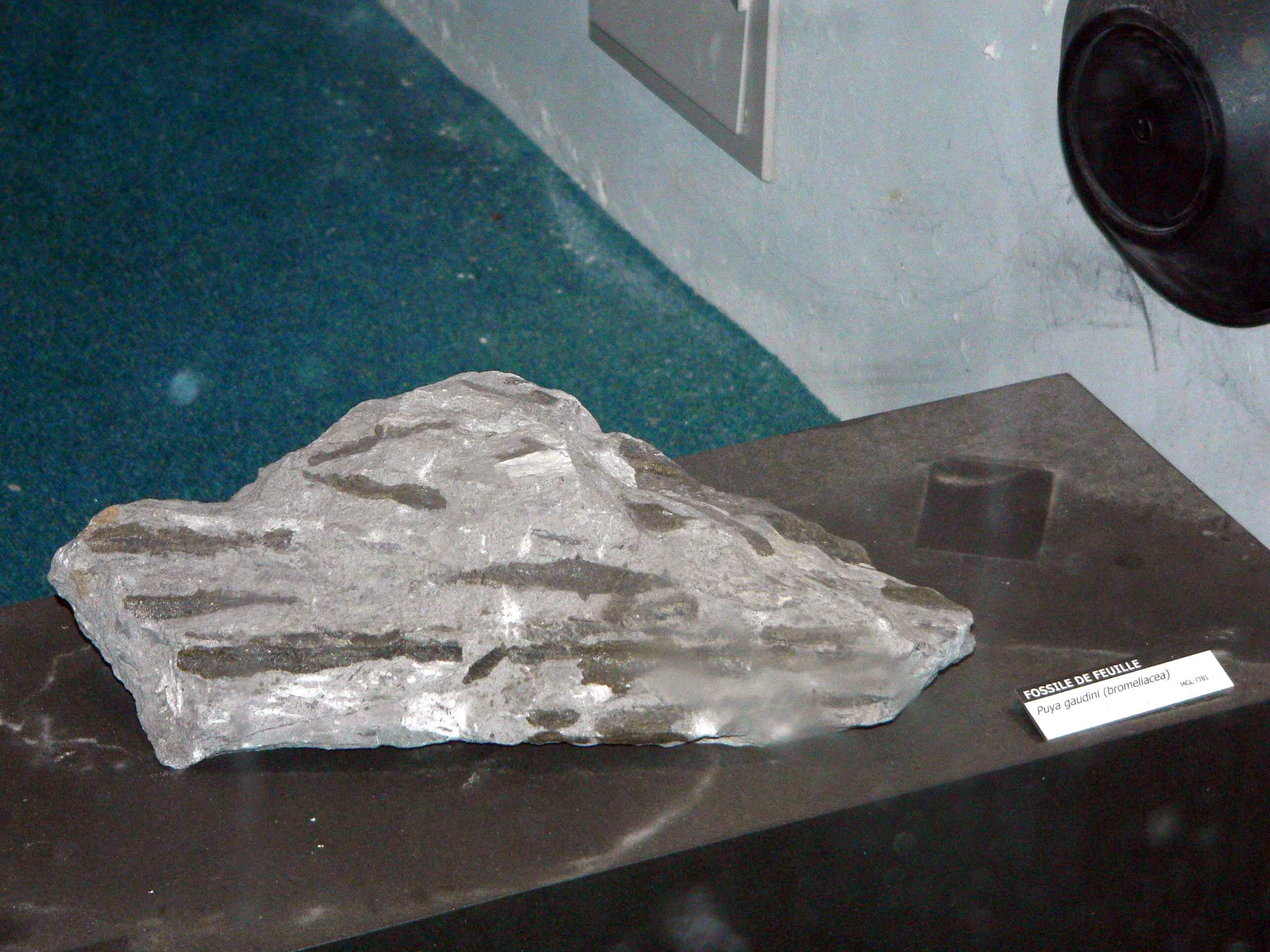
† Puya gaudini

- † Puya gaudini